# Ojarasca (revista)
La revista Ojarasca es una publicación mensual editada por el periódico mexicano La Jornada. 

## Temática y contenido
La temática de los artículos publicados en esta fuente es sobre asuntos indígenas y de todas las culturas originarias de México. De acuerdo al registro bibliográfico del catálogo de la Biblioteca Daniel Cosío Villegas, la temática de la revista es sobre "indios de México". Otro registro bibliográfico en la base de datos de la UNAM indica que la publicación se editaba mensualmente y que a partir de mayo de 1997 se edita como un suplemento del diario que la edita en conjunto con la asociación Pro México Indígena, donde se registra que también publica artículos sobre culturas indígenas de América Central. Además de los artículos ya mencionados, tiene una sección de fotografía al final de cada suplemento.
El sitio oficial y vigente donde se encuentra la revista es dentro de un sitio de La Jornada y en su hemeroteca pueden consultarse números publicados desde agosto de 1998 hasta marzo de 2016. De forma alternativa, en sus redes sociales se publican otro tipo de documentos que no necesariamente son parte del suplemento mensual, pero que también tienen interés en las culturas originarias. El portal Biodiversidad en América Latina tiene en su repositorio los números recientes y que pueden ser consultados y leídos en formato web con un breve resumen.
La publicación no es una revista arbitrada, se acerca más al formato de fuente de divulgación sobre los temas que trata.

## Directorio[6]
Dirección: Hermann Bellinghausen
Coordinación editorial: Ramón Vera Herrera
Edición: Gloria Muñoz Ramírez
Caligrafía: Carolina de la Peña
Diseño y versión en internet: Rosario Mateo
Retoque fotográfico: Alejandro Pavón Hernández
Asesoría técnica: Francisco del Toro